# Чайковский, Юрий Викторович
Ю́рий Ви́кторович Чайко́вский (род. 1940, Москва) — советский и российский историк биологии, эволюционист и философ науки[уточнить]. Кандидат технических наук (1971), сотрудник ИИЕТ РАН (1980—2017).
Автор книг и статей.

## Биография
Родился в семье студентов Института философии, литературы и истории. Отец - Вейс Виктор Давыдович, мать - Чайковская Ольга Георгиевна.
Окончил физический факультет МГУ (кафедра биофизики) в 1964 году.
В 1965—1968 годах преподавал на медико-биологическом факультете (МБФ) 2-го Московского медицинского института имени Н. И. Пирогова с год.
В 1969—1972 годах — аспирант, а затем младший научный сотрудник Института электронных управляющих машин МИНприбора СССР.
Кандидат технических наук (1971), диссертация по теории оптимизации.
В 1973—1978 годах — старший научный сотрудник ВНИИ генетики промышленных микроорганизмов Главмикробиопрома СССР.
C 1980 года — ведущий научный сотрудник Института истории естествознания и техники АН СССР/РАН. В декабре 2017 года уволен по сокращению штатов.
Ученик С. В. Мейена (1935—1987).

## Семья
Был дважды женат, имеет двух дочерей и сына.

## Вклад в науку
Показал отсутствие обоснования у многих базовых утверждений истории науки – как в естествознании (биоэволюция, античная астрономия, изучение случайности), так и в социальных (географические открытия, освоение новых территорий, науковедение). Предложил свои варианты.
Ввел понятие «актиреф» (активное движение по рефренам)) и «конферизация» (расширение понятия «филогения»), объединяющие основные достижения нового ламаркизма (см. молекулярный ламаркизм) и нового номогенеза. 
Ввёл понятие генетического поиска (1976).
Провел в 1976—2004 годы анализ феномена случайности, показав, в частности, что основные эволюционные явления не описываются теорией вероятностей и требуют иных методов, а это приводит к новому пониманию механизмов эволюции.
Выявил несколько сквозных закономерностей развития науки. Для этого потребовалось ввести следующие понятия: диатропика, познавательная модель[что?] и алеатика (наука о случайности)[что?].

## Публикации
Автор 306 публикаций, в их числе 15 книг.
Основные печатные работы:
Книги
1. Элементы эволюционной диатропики. М.: Наука, 1990. 271 с., именной указатель.
2. О природе случайности. М., Центр системных исслед., 2001 . 271 с. (Изд. 2, исправленное и дополненное; там же, 2004. 278 с., указатели)
3. Эволюция. Книга для изучающих и преподающих биологию. М.: Центр системных исслед., 2003. 472 с., указатели.
4. Наука о развитии жизни. Опыт теории эволюции. М.: КМК, 2006. 712 с., указатели.
5. Активный связный мир. Опыт теории эволюции жизни. М., КМК, 2008. 725 с., указатели.
6. Зигзаги эволюции. Развитие жизни и иммунитет. М., Изд. Наука и жизнь, 2010. 110 с.
7. Диатропика, эволюция и систематика. К юбилею Мейена. Сб. статей. М., КМК, 2010. 407 с.
8. Лекции о доплатоновом знании. М.: КМК, 2012. 483 с., именной указатель. (Фалесовы фрагменты, отрывок из книги; http://chaikovsky.earthling.ru/)
9. В круге знания. Статьи для энциклопедий М.: Т-во научных изданий КМК. 2014. 2-е изд., испр. и доп. 271 с., именной указатель.
10. Мысы Ледовитого напоминают. Исторические очерки и повесть. М., КМК, 2015. 400 с. (Изд. 2, исправленное и дополненное. Указатели)
11. Заключительные мысли. 2-е изд. М., КМК, 2018. 200 с. предм. указатель
12. Эволюция как идея. М., КМК, 2017. 159 с.
13. Автопоэз. Опыт пособия тем, кто хочет понять эволюцию. М.: КМК, 2018. 560 с. предм. указатель
14. У Арктики долгая память. Заметки из российской истории — арктической и не только. М., КМК, 2019. 88 с. (Первые 24 страницы брошюры на сайте http://chaikovsky.earthling.ru/)
15. Взгляд из Арктики на историю России. М.: КМК, 2020. 352 с. in quarto
16. Историк науки в вихре событий. Четыре тома. М., КМК, 2020 – 2024.
17. Иваны Васильевичи, государи Арктики. М., КМК, 2021. 112 с.
18. Взаимосвязи жизни. Миниэнциклопедия дополняет. Два тома. КМК, 2022-2023.

Основные статьи
По математике, её истории и философии:
- О непрерывном процессе решения матричных игр // Доклады АН СССР, 1971, т. 199, № 5, с. 1026—1028. Примеч.: на с. 1027 номера формул спутаны с номерами из списка лит-ры.
- On a continuous process of matrix game solution // Soviet Math. Dokl., 1971, vol. 12, N 4, с. 1245—1247.
- Изумительная асимметрия // ЗС, 1981, № 2, c. 16-18, 48.
- Экстремальность как междисциплинарная эвристика // Взаимодействие наук как фактор их развития. Новосибирск, Наука, 1988, с. 86-106.
- Алеатика — наука о случайности // Ценологич. исслед-ния, вып. 1. Абакан, 1996, с. 42-63.
- Что такое случайность? // Электрика, 2001, № 10, c. 32-41 Примеч.: также отд. брошюра, 16 с., ред. ж-ла «Электрика», 2001.
- Что такое вероятность? Эволюция понятия (от древности до Пуассона) // Историко-математич. исследования, 2001, вып. 6 (41), с. 34-56.
- Случайность с вероятностью и без. Отрывок из неопубликованной «Повести о судьбе и случае», запись осени 1991 года.
- Вторжение конструктивной математики в классическую. П. Мартин-Лёф и диагональная процедура// Годич. конференция ИИЕТ 2016 года. М., 2016, с. 481.
- Николай Орем, Николай Коперник и рождение финансовой статистики // Историко-математич. исследования, 2018, т. 16 (51), с. 266—281.
- Статья «Случайность» в книге [9].
- О случайности без вероятности в исторической науке. Становление проблемы // Годич. конференция ИИЕТ 2015 года. М., 2015, т. 2, с. 60-63.

По истории и теории биологической эволюции:
- Проблема наследования и генетический поиск (описание проблемы и простейший пример поиска) // Теоретич. и эксперимент. биофизика. Межвузовский сб., вып. 6. Калининград, 1976, с. 148—164.
- Выживание мутантного клона. Сообщ. 1, 2 // Генетика, 1977, т. 13, № 8.
- Генетическая интеграция клеточных структур как фактор эволюции // Журнал общей биол., 1977, т. 38, N 6, c. 823—835.
- Новое в проблеме факторов эволюции организмов // Диалектика развития в природе и научном познании. Сб. обзоров. М, ИНИОН, 1978, с. 88-134.
- (Совместно с Г. Г. Маленковым) Выживание мутантного клона. Сообщ. 3. Катастрофический отбор. // Генетика, 1979, т. 15, № 10, c. 1809—1815.
- Как клетки научились делиться // ЗС, 1979, № 6
- (Совместно с С. В. Мейеном) О работах А. А. Любищева по общим проблемам биологии // Любищев А. А. Проблемы формы, систематики и эволюции организмов. М., Наука, 1982, с. 5-23.
- To the evolutionary thermodinamics // Lectures in theoretical biology. Tallinn, 1988, c. 65-72.
- К общей теории эволюции // Путь. Междунар. философский ж-л, 1993, № 4, с. 101—141.
- Об эволюционных взглядах Карла Поппера // ВФ, 1995, № 12, с. 50-54.
- Ступени случайности и эволюция // ВФ, 1996, № 9, с. 69-81.
- Макросистема и эволюция // БШ, 1999, № 4, с. 9-14.
- Юбилей загадки [ископаемые мозги] // БПС, 2000, № 32, c. 14-16.
- Эволюция: с чем входим в новый век? // БШ, 2001, № 1, c. 9-14.
- От происхождения видов к эволюции живой природы. Контуры новой теории эволюции // Домашний лицей, 2001, № 2, c. 49-57, № 3, с. 99-106.
- Ламаркизм умер. Да здравствует ламаркизм // ВИЕТ, 2002, № 3, с. 430—447.
- Иммунитет и эволюция: не впасть бы в другую крайность // Вестник РАН, 2003, № 3, с. 265—273.
- Что такое молекулярный ламаркизм // БПС, 2003, вып. 31, с. 3-13.
- Идея отбора опровергнута опытом. Что движет эволюцию? // ЛЧ, 2006, с. 104—114.
- От жажды умираю над ручьем, или Новое в теории эволюции // Наука и жизнь, 2007, № 2, с. 38-44.
- Ламарк, Дарвин и устройство науки. К недавнему юбилею «Философии зоологии» и «Происхождения видов» // Вестник РАН, 2010, № 8, с. 716—725.
- В каком времени может идти биологическая эволюция// Lethaea rossiсa. Российский палеоботанический журнал. Т.10.- М.: ГЕОС, 2014., с. 26—31
- Статьи «Эволюционизм», «Эволюция», «Эдвант» в книге [9].
- Серия статей по истории и теории эволюционизма // Lethaea rossiсa. Российский палеоботанический журнал. Тт.9, 10, 12 — 16.- М.: ГЕОС, 2014—2017
- Прогресс, несократимая сложность и тенденции // Lethaea rossiсa. Российский палеоботанический журнал. 2018. Т. 16.  М.: ГЕОС, с. 98-104.
- Эволюционное братство // Там же, том 19; 2019, с. 88-108.

В том числе по истории раннего дарвинизма:
- Перед выходом «Происхождения видов» // ВИЕТ, 1981, № 4, с. 79-86.
- Истоки открытия Ч. Дарвина // Природа, 1982, № 6, c. 87-94.
- О Дарвине — между строк. [Непрямое] обсуждение проблем дарвинизма в 1858—1861 годах // ВИЕТ, 1983, № 2, c. 108—119.
- Рождение дарвинизма // Теоретические проблемы современной биологии. Пущино, 1983, с. 94-103.
- «Происхождение видов». Загадки первого перевода // Природа, 1984, № 7, c. 88-96.
- О формировании концепции Ч. Дарвина // Науки в их взаимосвязи. История, теория, практика. М., Наука, 1988, с. 95-115.
- Первые шаги дарвинизма в России // Историко-биологич. исследования. Вып. 10. М., Наука, 1989, с. 121—141.

По науковедению:
- Разнообразие и случайность // Методы научного познания и физика. М., Наука, 1985, с. 149—168.
- Грамматика для биологии // ЗС, 1985, № 12, c. 30-32. (Примеч.: к 50-летию С. В. Мейена. Полный текст см. в книге [7].)
- История науки и обучение науке (на примере дарвинизма) // ВИЕТ, 1987, № 2, c. 92-101.
- Нечеткие закономерности в планетной астрономии // Историко-астрономич. исследования, вып. 19. М., Наука, 1987, с. 69-86
- История науки и обучение науке (на примере понятий «случайность» и «вероятность») // ВИЕТ, 1989, № 4, c. 92-101.
- Охрана природы и интеграция знаний // Естественнонаучное мышление и современность. Киев, Наукова думка, 1989, с. 138—151.
- Познавательные модели, плюрализм и выживание // Путь. Международный философский журнал, 1992, № 1, с. 62-108.
- Познавательные модели // ЗС, 1993, № 4. с.105-111.
- Междисциплинарность современного эволюционизма // Концепция самоорганизации в исторической ретроспективе. М., Наука, 1994, с. 198—237.
- Становление статистического мировоззрения // Метафизика и идеология в истории естествознания. М., Наука, 1994, с. 62-107.
- Старейшее общество и его библиотека // Москва научная. М., Янус-К, 1997, с. 391—415.
- Избегание предтеч // ВФ, 2000, № 10, с. 91-103.
- Причинность, сложность и разные формы случайности // Причинность и телеономизм в современной ест.-науч. парадигме. М., Наука, 2002, с. 111—137.
- Ламарк, Дарвин и устройство науки. К недавнему юбилею «Философии зоологии» и «Происхождения видов» // Вестник РАН, 2010, № 8, с. 716—725.
- Уровни активности в природе // РЭНСИТ (Журнал «Радиоэлектроника. Наносистемы. Информационные технологии»), 2020, № 1, с. 161—166.

По истории и теории систематики:
- Опыт экофизиологической макросистемы // Методы исследования в экологии и этологии. Пущино, 1986, с. 6-33.
- Систематика видов и систематика царств // БШ, 1996, № 4, с. 5-12.
- Что такое царства живого мира? // БШ, 1998, № 4, с. 13-24.
- Макросистема, непохожая на другие // БШ, 1998, № 6, с. 19-25.
- Естественная система. Тридцать лет после Любищева // Любищев и проблемы формы, функции и систематики организмов (Ценологические исслед. Вып. 23). М., МОИП и Центр системных исслед., 2003, с. 30-50.
- Любищев и естественная система организмов // ЛЧ, 2004, с. 72-81.
- Естественная система и таксономические названия // Линнеевский сборник. М., МГУ, 2007, с. 381—436. (Перепечатано с исправлениями в книге [7].)
- Зачем систематикам теория эволюции? 35 лет после Любищева // ЛЧ, 2007, с. 132—140.

По истории освоения Арктики:
- Почему погиб Эдуард Толль? // ВИЕТ, 1991, № 1, c. 3-14.
- Мертвая дорога к светлому будущему [о ж. д. Салехард — Игарка] // Развитие (газета), 1992, № 41, с. 15.
- Север Азии известен с XVI века? // Земля и Вселенная, 2000, № 2.
- Лейтенант Колчак и Русская полярная экспедиция // ВИЕТ, 2001, № 4, c. 117—135.
- Возвращение лейтенанта Колчака. К столетию Русской полярной экспедиции (1900—1903) // Вестник РАН, 2002, № 2, с. 152—161.
- Остров Груланда и Северо-восточный проход, или сопоставим загадки // ВИЕТ, 2006, № 1, с. 211—217.
- Статьи: «Александровск на Мурмане», «Беннета остров», «Великая северная экспедиция», «Дежнёв», «Железников», «Енисей», «Камчатская экспедиция первая», «Колчак», «Малый ледниковый период», «Северная Земля», «Северо-восточный проход», «Фаддея мыс», «Характер освоения Сибири русскими», «Экспедиции полярные…», «Юкагиры» и «Ямальский волок» — в книге [9].
- Кто задумал и кто устроил Великую Северную экспедицию? // ВИЕТ, 2013, № 2, с. 34-55. eLIBRARY ID: 19422433
- В Усть-Янск, чего же дальше? Полярная драма учительницы Омировой и лейтенанта Колчака // Посев, 2022, № 1, с. 28-33; № 2, с. 15-22. (Редакцией ошибочно вставлено: «домашней» учительницы – Омирова работала только в школах)

По истории античной науки:
- Фалесова наука в историческом контексте // ВФ, 1997, № 8, с. 151—165.
- Что же умел Фалес как астроном? // Древняя астрономия: Небо и человек. Труды конференции. М., ГАИШ, 1998, с. 259—265.
- Откуда у греков взялась наука? // ХЖ, 1998, № 4, с. 79-82.
- Кто был первым геологом? // Земля и Вселенная, 1998, № 5, с. 82-86.
- Основатели Милетской школы // Диалог со временем. М., Ин-т всеобщ. истории, № 2, 2000, с. 161—181.
- Античная философия как общеобразовательный предмет // ВФ, 2002, № 9, c. 157—171.
- Книги Л. Я. Жмудя и реконструкция раннеантичной науки // ВИЕТ, 2004, № 2, с. 176—198.
- Доплатонова космология и Коперник // Историко-астрономич. исследования, вып. ХХХ. М., Наука, 2005, с. 159—200.
- Два Фалеса, поэт и математик // Годич. конференция ИИЕТ 2007 года. М., 2008, с. 314—316.
- Предыстория греческой математики // Годич. конференция ИИЕТ 2008 года. М., 2009, с. 257—260.

Связь природы и общества, прошлого и настоящего:
- Экологический аспект преподавания истории // Философия экологич. образования. М., Прогресс-Традиция, 2001, с. 385—397.
- Князь Кропоткин — революция и эволюция // ВИЕТ, 2003, № 3, с. 170—182
- Картины мира и познавательные модели // Экология и жизнь, 2006, № 4, с. 9-15.
- Пятьсот лет споров об эволюции // ВФ, 2009, № 2, с. 71-85.
- Злободневная Античность // Годич. конференция ИИЕТ 2009 года, М., 2010, с. 63-71.
- История и прогноз // ВФ, 2011, № 5, с. 75-90. Примеч. В сносках 2, 3, 10 и 11 вместо 2000 следует читать 2008.
- Откуда есть пошла русская Гея // Вестник РАН, 2011, № 8, с. 748—756 (полный текст в журнале: Lethaea rossica. Российский палеоботанический журнал. Т.9.- М.: ГЕОС, 2014., с. 100—116).
- Будем осторожнее с уверениями авторитетов (как устроена наука) // ВИЕТ, 2011, № 4, с. 57-70.
- Как же нам выжить? // Вестник РАН, 2012, № 1, с.70-77.
- Статьи по русской истории и статьи «Бюрократия», «Демократия» в книге [9].
- Тридцать лет без Мейена (авторская редакция), 2016. (Исправление к авторской редакции о выборах в АН: вместо (1986) читать 1987). (Печатный вариант, 2017, Lethaea rossica. Российский палеоботанический журнал. Т.14.)
- До чего ж Античность злободневна // книга [12], с. 136—144.
- Уровни активности в природе // РЭНСИТ (Журнал «Радиоэлектроника. Наносистемы. Информационные технологии»), 2020, № 1, с. 161—166.

### Учёные повести
- Кошмар Дженкина, или повесть об инженере, которого не могут забыть биологи // ХЖ, 1978, № 12, c. 109—117.
- Дарвин ± 120 // ХЖ, 1979, № 12, c. 74-86.
- Почему лиса рыжая // Пути в незнаемое. Сб. 17. М., Советский писатель, 1983, с. 152—195.
- «Редкое и благородное спокойствие» [о Ч. Дарвине] // Книги, открывающие мир. М., Книга, 1984, с. 159—200.
- Мыс Преображения [об А. В. Колчаке] в книге [10], с. 153—249.

### Статьи в газетах
- Фундамент культуры // Правда, 1986, 11 июля (О бедах трех московских библиотек)
- Декларация (анонимно) // Советская молодежь (Рига), 1990, янв. (Заявление клуба «Московская трибуна» о кровавых событиях на Кавказе)
- Слева все, справа всё // Литературная газета, 1991, 6 февр. (О гиперболических распределениях и их роли в жизни обществ)
- Что ждет нас после кризиса // Развитие, 1992, № 33, 34, 36
- Мертвая дорога к светлому будущему // там же, № 41 (О ж. д. Салехард — Игарка)
- Осторожно с историей // Развитие, 1993, № 5-6 (О роли латышей в победе большевиков и т. п.; редакция внесла, не показав автору, легкую шовинистическую правку)

## Отзывы и критика
1. Г. Ю. Любарский. Рец. на книгу «Элементы эволюционной диатропики» // Вестник АН СССР, 1991, № 3
2. Степанов А. М., Волченко В. Н. Биофизический аспект… пространства номогенеза // Сознание и физическая реальность, 2000, № 4, с. 10-27.
3. В. И. Кузнецов. Мир обойденных величин [о работах сотрудников ИИЕТ] // Вестник РАН, 2001, № 8.
4. Волченко В. Н. Миропонимание и экоэтика XXI века. М.: Изд-во МГТУ им. Н. Э. Баумана, 2001, п. 1.2, а также с. 199—204.
5. Е. А. Мамчур. Рец. на книгу «О природе случайности» // ВФ, 2003, № 2.
6. Б. М. Миркин. Рец. на книгу «Эволюция». М., 2003 // Успехи совр. биологии, 2005, № 1. (Перепечат. в ЛЧ, 2006.)
7. А. М. Оловников. Рец. на книгу «Эволюция». М., 2003 // Онтогенез, 2005, № 1.
8. А. Нимус. Не всякий Дарвин боится женщин [о книге «Наука о развитии жизни»] // Вокруг света, 2007, № 3 (электрон. версия).
9. Судаков К. В., Зусмановский Г. С., Зусмановский А. Г. . Размышления по поводу выхода в свет книги Ю. В. Чайковского «Эволюция». М., 2003 // Журнал эволюционной биохимии и физиологии, 2007, № 6, с. 520—523.
10. Московкин Л.И. Чтоб доказать происхождение (рец. на книгу «Наука о развитии жизни», М., 2006) // Московская Правда, 2008, 22 янв.
11. А. А. Яшин. Рецензия на книгу «Эволюция», 2003 // Вестник новых медицинских технологий, 2008, № 1, с.116.
12. М. А. Дубовицкая. Реф. доклада Ю. В. Чайковского «Историк науки в вихре событий» // ВИЕТ, 2008, № 2.
13. В. А. Брынцев. Рец. на книгу «Активный связный мир» // Вестник РАН, 2009, № 12.
14. Л. В. Селезнева. Беседы с Ю. В. Чайковским об эволюции // БПС, 2010, № 20,.22; 2011, № 2.
15. Марианна С.Козлова. Эволюция. Универсальный подход. [Обзор новых русскоязычных работ, в том числе пяти работ ЮВЧ]// М., 2012, 118 с
16. Г. Ю. Любарский. Реплика на книгу «Лекции о доплатоновом знании» // Эксперт, 2013 № 47, с. 79
17. К. Г. Михайлов. Борьба с официозом // «Химия и жизнь», 2014, № 4, с. 48-50
18. Г. Ю. Любарский. Деревянные горы // «Химия и жизнь», 2016, № 6, с.50—52 (Отклик на книгу «Мысы Ледовитого напоминают»)
19. Ваганов А. Книги по истории науки// Независимая газета, приложение «Наука», 2016, 9 ноября (О книге «Заключительные мысли»)
20. И. А. Игнатьев. Рец. на книгу «Активный связный мир» // Lethaea rossica. Российский палеоботанический журнал. 2018. Т.16, с. 98-104.
21. А. А. Протасов. Диатропика и диверсиология: разные взгляды на одну проблему или разные учения? // Lethaea rossica. The Russian Journal of Palaeobotany, т. 16, 2018, с. 78-81.

Критика:
- Колчинский Э. И., Лебедев Д. В., Полянский Ю. И. История эволюционной биологии в королевстве кривых зеркал // Вопросы истории естествознания и техники. 1993. — № 2. — С. 160—168
- Аронова Е. А. О статье Ю. В. Чайковского «Ламаркизм умер — да здравствует Ламаркизм» // Вопросы истории естествознания и техники. 2002. — № 4. — С. 820—821
- Жмудь Л. Я. Встреча с читателем, или Клонированный Фалес // Вопросы истории естествознания и техники. 2005. — № 1. — С. 175—190
- Пучковский С. В. Что нового для теории эволюции можно обнаружить в хорошо забытом старом // Наука и жизнь. — 2008. — № 7. — С. 44-49.
- Глаголев С. М. О книге Ю. В. Чайковского «Наука о развитии жизни» (электронная публикация, 2009)